# Elisabeth (premetrostation)

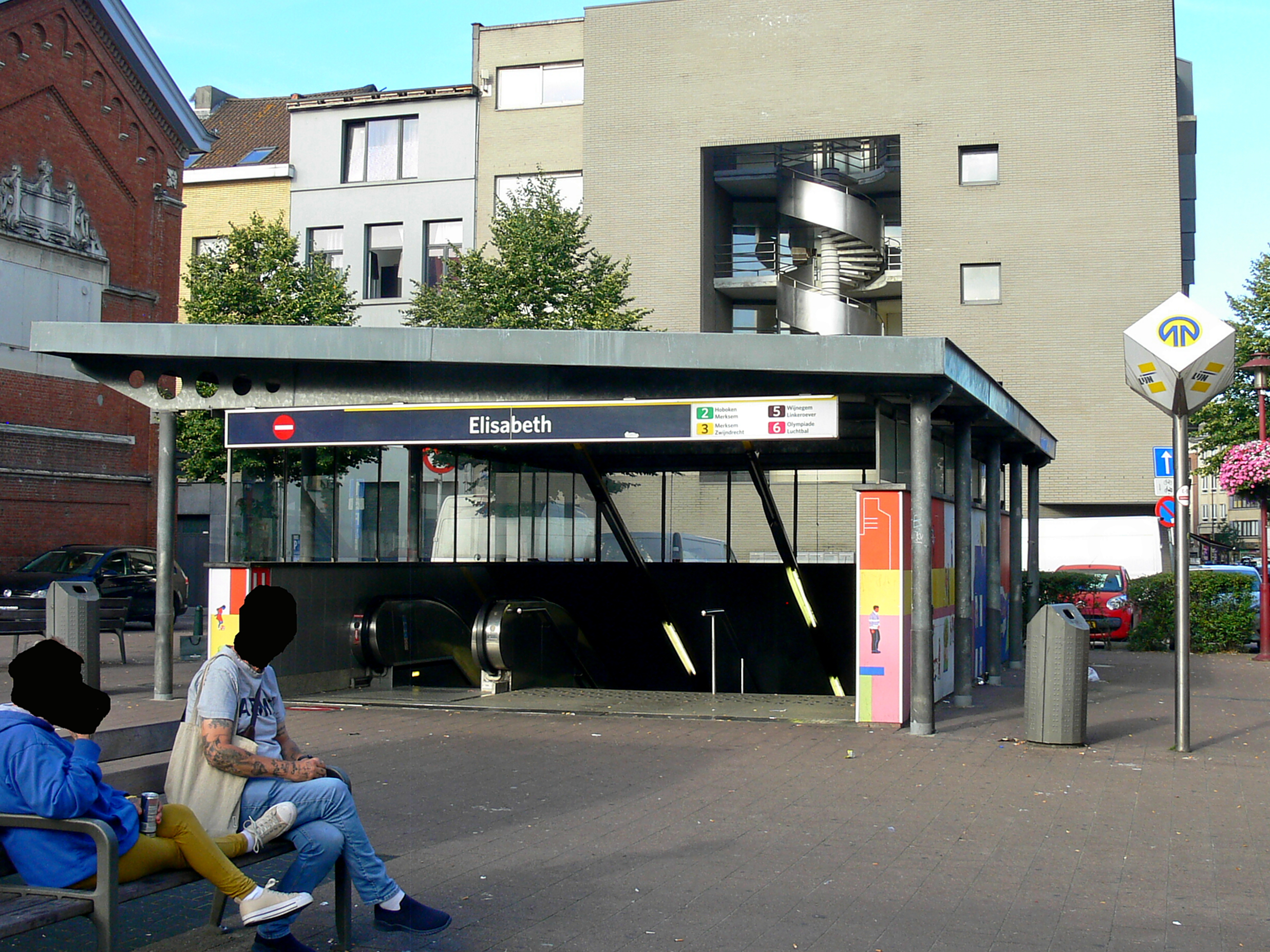
Station Elisabeth Ingang

Elisabeth is een Antwerps premetrostation, gelegen in Antwerpen-Noord onder het kruispunt van de Sint-Elisabethstraat met de Grein- en de Delinstraat.
Het station werd geopend op 1 april 1996 samen met de andere stations van de lijn tussen het Astridplein en het Sportpaleis. 
Het station dateert in ruwbouw uit de jaren 80 van de twintigste eeuw, maar werd modern aangekleed. De herkenningskleur van het station is donkergrijs.
Op straat niveau is er één ingang op het pleintje aan het kruispunt. Het station heeft naast trappen wel roltrappen maar geen lift.
Op niveau -1 bevindt zich de stationshal met toegangen tot het pleintje en de beide perrons.
Op niveau -2 bevinden zich, recht tegenover elkaar, de beide perrons van 60 meter lang. Het noordelijke richting Astrid en het zuidelijke richting Handel.

Het station wordt bediend door volgende lijnen:
Lijn 2 Hoboken - Merksem
Lijn 3 Merksem - Zwijndrecht
Lijn 5 Wijnegem - Linkeroever
Lijn 6 Luchtbal - Olympiade

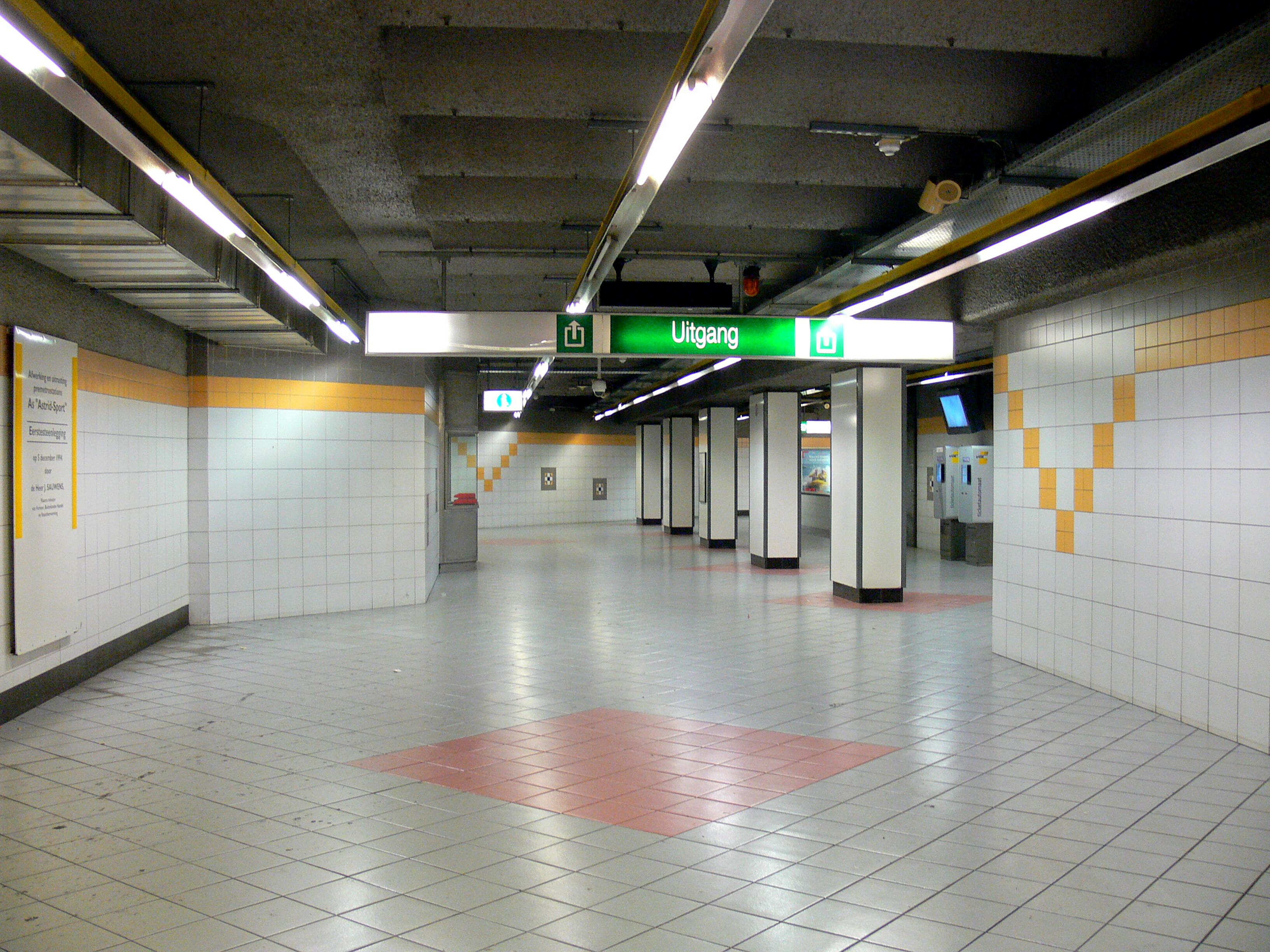
Station Elisabeth niveau -1 stationshal
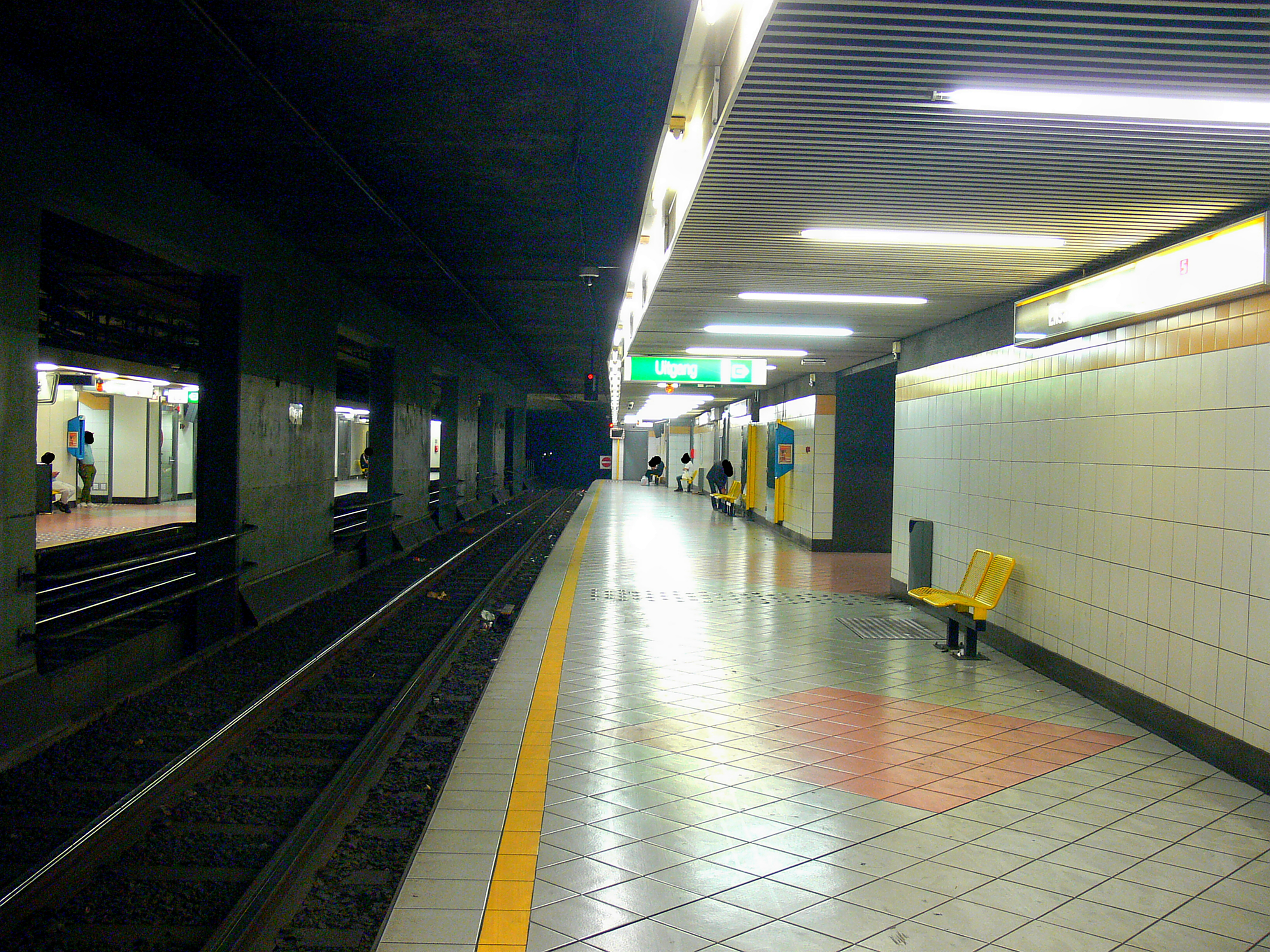
Station Elisabeth niveau -2 perron richting Handel
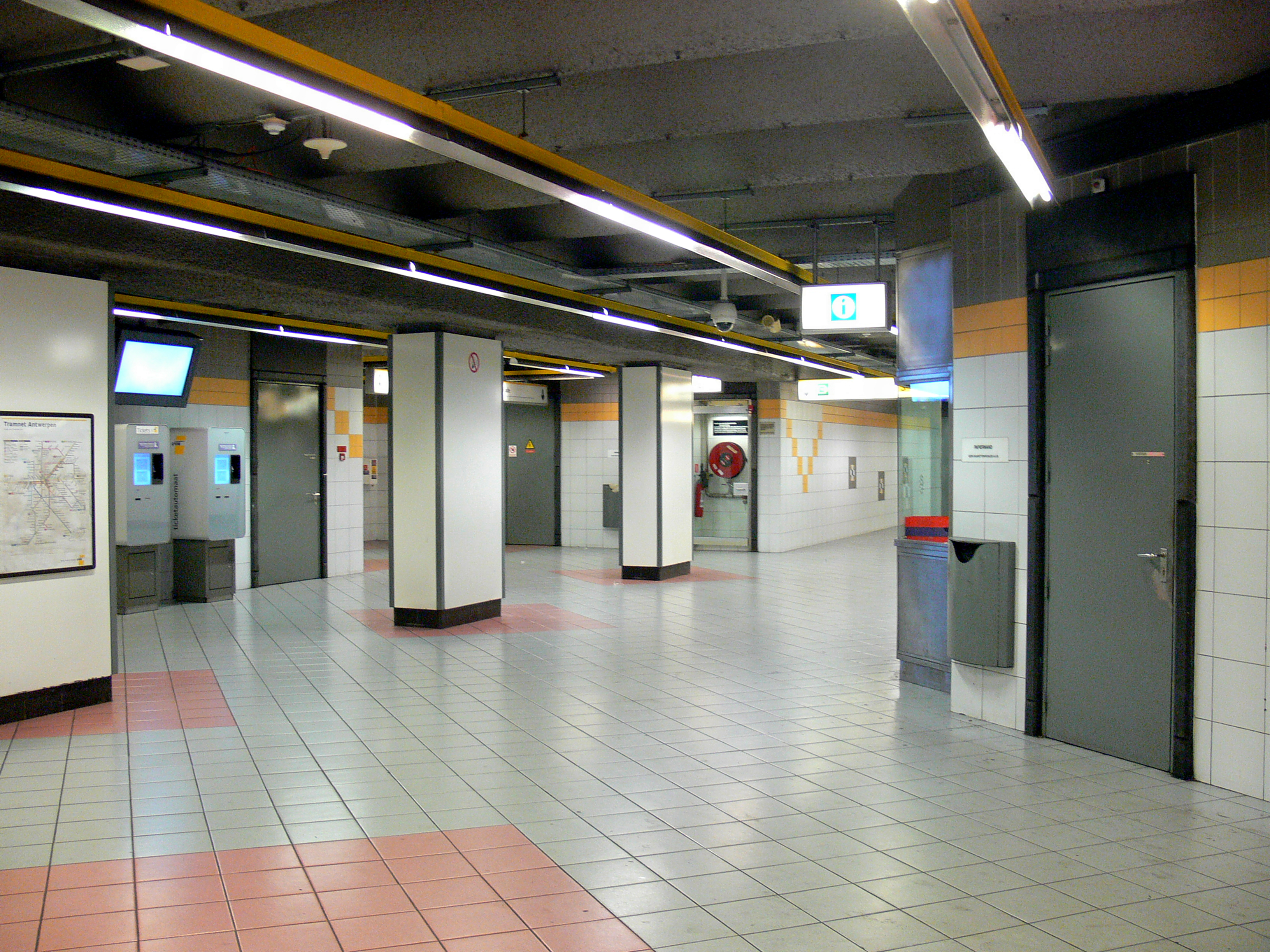
Station Elisabeth niveau -1 stationshal
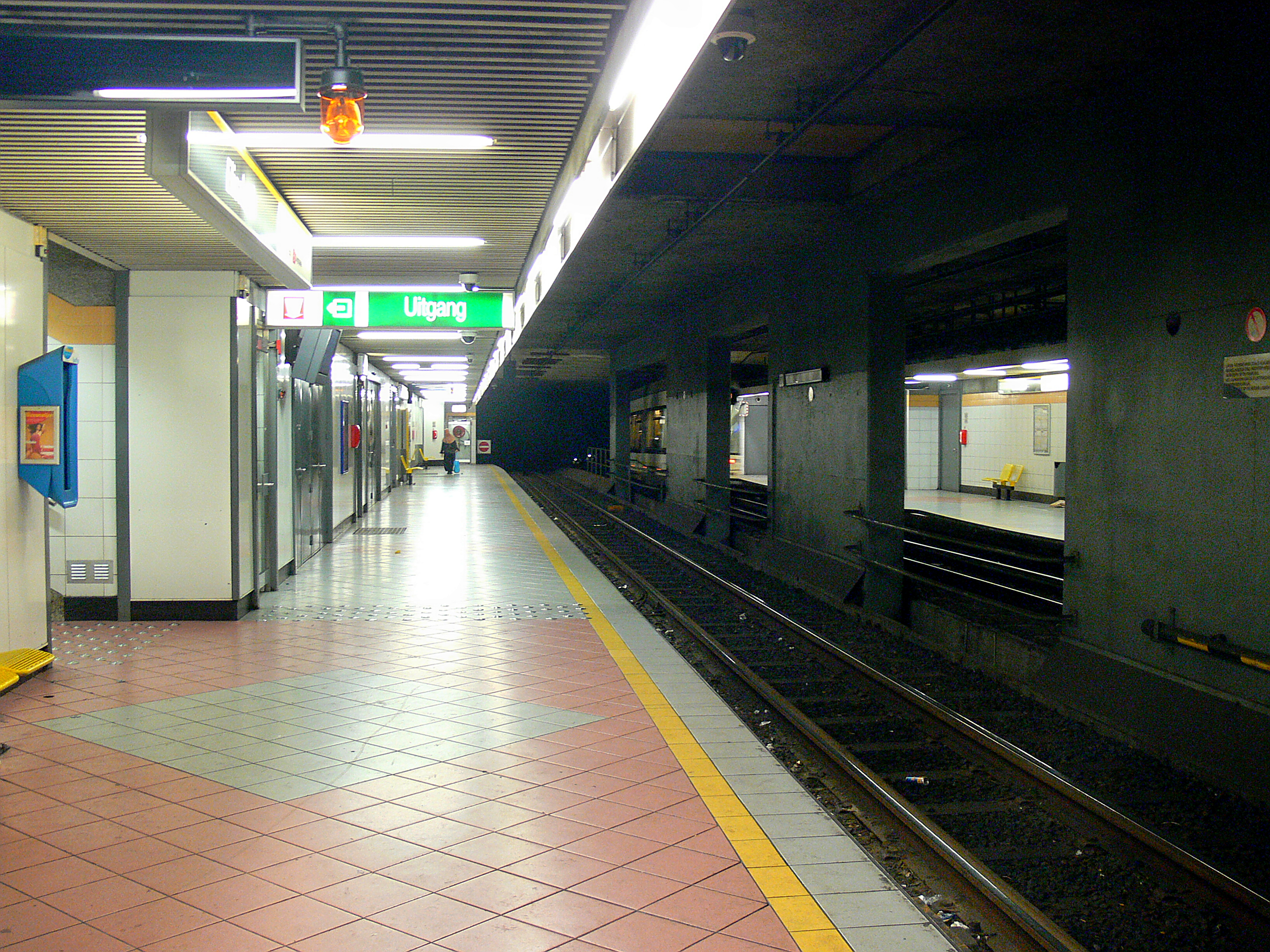
Station Elisabeth niveau -2 perron richting Astrid

## Toekomst
Volgens plan 2021 (zie Nethervorming basisbereikbaarheid) zouden eind 2021 de vier bovengenoemde tramlijnen vervangen worden door de premetrolijnen M2 en M3. Er werd in maart 2021 besloten om dit plan enkele jaren uit te stellen tot er voldoende nieuwe trams geleverd zijn.